# Cupa UEFA 1977-1978
Cupa UEFA 1997-1978 a fost a 7-a ediție a competiției de fotbal Cupa UEFA și a 20-a dacă se iau în calcul cele 13 ediții ale Cupei Orașelor Târguri (Inter-Cities Fairs Cup). SEC Bastia a învins-o în finală pe PSV Eindhoven cu scorul general de 3-0, stabiilit în a doua manșă a finalei.

## Prima rundă
| Echipa #1            | Total  | Echipa #2               | Tur            | Retur               |
| -------------------- | ------ | ----------------------- | -------------- | ------------------- |
| Eintracht Frankfurt  | 5–0    | Sliema Wanderers F.C.   | 5–0 (Cronică)  | 0–0 (Cronică)       |
| AZ Alkmaar           | 16–1   | FA Red Boys Differdange | 11–1 (Cronică) | 5–0 (Cronică)       |
| Aston Villa F.C.     | 6–0    | Fenerbahçe              | 4–0 (Cronică)  | 2–0 (Cronică)       |
| FC Barcelona         | 8–2    | Steaua Bucharest        | 5–1 (Cronică)  | 3–1 (Cronică)       |
| SEC Bastia           | 5–3    | Sporting CP             | 3–2 (Cronică)  | 2–1 (Cronică)       |
| Bayern München       | 12–0   | Mjøndalen IF            | 8–0 (Cronică)  | 4–0 (Cronică)       |
| Boavista             | 1–5    | Lazio                   | 1–0 (Cronică)  | 0–5 (Cronică)       |
| Bohemian F.C.        | 0–4    | Newcastle United F.C.   | 0–0 (Cronică)  | 0–4 (Cronică)       |
| FC Carl Zeiss Jena   | 6–5    | Altay SK                | 5–1 (Cronică)  | 1–4 (Cronică)       |
| Dundee United F.C.   | 1–3    | KB                      | 1–0 (Cronică)  | 0–3 (Cronică)       |
| Fiorentina           | 1–5    | Schalke 04              | 0–3 (Cronică)  | 1–2 (Cronică)       |
| BK Frem              | 1–8    | Grasshopper Club Zürich | 0–2 (Cronică)  | 1–6 (Cronică)       |
| Glenavon F.C.        | 2–11   | PSV Eindhoven           | 2–6 (Cronică)  | 0–5 (Cronică)       |
| Górnik Zabrze        | 5–3    | FC Haka                 | 5–3 (Cronică)  | 0–0 (Cronică)       |
| Internazionale       | 0–1    | Dinamo Tbilisi          | 0–1 (Cronică)  | 0–0 (Cronică)       |
| FC Dinamo Kiev       | 1–1(a) | Eintracht Braunschweig  | 1–1 (Cronică)  | 0–0 (Cronică)       |
| Landskrona BoIS      | 0–6    | Ipswich Town F.C.       | 0–1 (Cronică)  | 0–5 (Cronică)       |
| UD Las Palmas        | 8–4    | FK Sloboda Tuzla        | 5–0 (Cronică)  | 3–4 (Cronică)       |
| Lens                 | 4–3    | Malmö FF                | 4–1 (Cronică)  | 0–2 (Cronică)       |
| LASK Linz            | 3–9    | Újpest FC               | 3–2 (Cronică)  | 0–7 (Cronică)       |
| Odra Opole           | 2–3    | 1. FC Magdeburg         | 1–2 (Cronică)  | 1–1 (Cronică)       |
| Olympiacos           | 4–6    | Dinamo Zagreb           | 3–1 (Cronică)  | 1–5 (Cronică)       |
| Manchester City F.C. | 2–2(a) | Widzew Łódź             | 2–2 (Cronică)  | 0–0 (Cronică)       |
| PFC Marek Dupnitsa   | 3–2    | Ferencvarosi TC         | 3–0 (Cronică)  | 0–2 (Cronică)       |
| SK Rapid Wien        | 1–3    | TJ Internacional        | 1–0 (Cronică)  | 0–3 (Cronică)       |
| R.W.D. Molenbeek     | 2–1    | Aberdeen F.C.           | 0–0 (Cronică)  | 2–1 (Cronică)       |
| Servette FC          | 1–2    | Athletic Bilbao         | 1–0 (Cronică)  | 0–2 (Cronică)       |
| Standard Liège       | (a)3–3 | Slavia Praga            | 1–0 (Cronică)  | 2–3 (Cronică)       |
| IK Start             | 8–0    | Fram                    | 6–0 (Cronică)  | 2–0 (Cronică)       |
| ASA Târgu Mureș      | 1–3    | AEK Atena FC            | 1–0 (Cronică)  | 0–3 (Cronică)       |
| Torino               | 4–1    | APOEL                   | 3–0 (Cronică)  | 1–1 (Cronică)       |
| Fussballclub Zürich  | 2–1    | PFC ȚSKA Sofia          | 1–0 (Cronică)  | 1–1(d.p.) (Cronică) |

### Tur
| SEC Bastia        | 3–2 | Sporting CP                    |
| ----------------- | --- | ------------------------------ |
| Félix 52' 76' 84' |     | Jordão 40' (pen.) Fraguito 58' |

| Boavista          | 1–0 | Lazio |
| ----------------- | --- | ----- |
| Vítor Pereira 35' |     |       |

| Fiorentina | 0–0 | Schalke 04 |
| ---------- | --- | ---------- |
|            |     |            |

UEFA a invalidat acest meci și a acordat victoria formației Schalke 04 la masa verde, scor 3-0, după ce Fiorentina a folosit un jucător suspendat, Gianfranco Casarsa.
| Internazionale | 0–1 | Dinamo Tbilisi |
| -------------- | --- | -------------- |
|                |     | Kipiani 77'    |

| Torino                     | 3–0 | APOEL |
| -------------------------- | --- | ----- |
| Pulici 14' 40' C. Sala 54' |     |       |

| Zürich   | 1–0 | ȚSKA Sofia |
| -------- | --- | ---------- |
| Rizzi 4' |     |            |

### Retur
| Sporting CP   | 1–2 | SEC Bastia        |
| ------------- | --- | ----------------- |
| Fernandes 72' |     | Rep 86' Félix 88' |

Bastia s-a calificat cu scorul general de 5–3.
| Lazio                                    | 5–0 | Boavista |
| ---------------------------------------- | --- | -------- |
| Garlaschelli 7' 20' Giordano 13' 53' 87' |     |          |

Lazio s-a calificat cu scorul general de 5–1.
| Schalke 04                   | 2–1 | Fiorentina   |
| ---------------------------- | --- | ------------ |
| Abramczik 17' H. Kremers 76' |     | Desolati 82' |

Schalke 04 s-a calificat cu scorul general de 5–1.
| Dinamo Tbilisi | 0–0 | Internazionale |
| -------------- | --- | -------------- |
|                |     |                |

Dinamo Tbilisi s-a calificat cu scorul general de 1–0.
| APOEL      | 1–1 | Torino        |
| ---------- | --- | ------------- |
| Markou 20' |     | Garritano 76' |

Torino s-a calificat cu scorul general de 4–1.
| ȚSKA Sofia | 1 – 1 d.p. | Zürich         |
| ---------- | ---------- | -------------- |
| Markov 32' |            | Qucinotta 104' |

Zürich s-a calificat cu scorul general de 2–1.

## A doua rundă
| Echipa #1           | Total  | Echipa #2               | Tur           | Retur               |
| ------------------- | ------ | ----------------------- | ------------- | ------------------- |
| AEK Atena FC        | 3–6    | Standard Liège          | 2–2 (Cronică) | 1–4 (Cronică)       |
| AZ Alkmaar          | 2–2(p) | FC Barcelona            | 1–1 (Cronică) | 1–1 (Cronică)       |
| Aston Villa F.C.    | 3–1    | Górnik Zabrze           | 2–0 (Cronică) | 1–1 (Cronică)       |
| SEC Bastia          | 5–2    | Newcastle United F.C.   | 2–1 (Cronică) | 3–1 (Cronică)       |
| Bayern München      | 3–2    | PFC Marek Dupnitsa      | 3–0 (Cronică) | 0–2 (Cronică)       |
| TJ Internacional    | 2–5    | Grasshopper Club Zürich | 1–0 (Cronică) | 1–5 (Cronică)       |
| Ipswich Town F.C.   | 4–3    | UD Las Palmas           | 1–0 (Cronică) | 3–3 (Cronică)       |
| KB                  | 2–6    | Dinamo Tbilisi          | 1–4 (Cronică) | 1–2 (Cronică)       |
| Lazio               | 2–6    | Lens                    | 2–0 (Cronică) | 0–6(d.p.) (Cronică) |
| 1. FC Magdeburg     | 7–3    | Schalke 04              | 4–2 (Cronică) | 3–1 (Cronică)       |
| R.W.D. Molenbeek    | 2–2(p) | FC Carl Zeiss Jena      | 1–1 (Cronică) | 1–1 (Cronică)       |
| IK Start            | 1–4    | Eintracht Braunschweig  | 1–0 (Cronică) | 0–4 (Cronică)       |
| Torino              | 3–2    | Dinamo Zagreb           | 3–1 (Cronică) | 0–1 (Cronică)       |
| Újpest FC           | 2–3    | Athletic Bilbao         | 2–0 (Cronică) | 0–3(d.p.) (Cronică) |
| Widzew Łódź         | 3–6    | PSV Eindhoven           | 3–5 (Cronică) | 0–1 (Cronică)       |
| Fussballclub Zürich | 3–7    | Eintracht Frankfurt     | 0–3 (Cronică) | 3–4 (Cronică)       |

### Tur
| SEC Bastia   | 2–1 | Newcastle United F.C. |
| ------------ | --- | --------------------- |
| Papi 51' 89' |     | Cannell 8'            |

| Lazio                   | 2–0 | Lens |
| ----------------------- | --- | ---- |
| Wilson 30' Giordano 31' |     |      |

| Torino                          | 3–1 | Dinamo Zagreb |
| ------------------------------- | --- | ------------- |
| Pulici 8' P. Sala 26' Pecci 49' |     |               |

### Retur
| Newcastle United F.C. | 1–3 | SEC Bastia             |
| --------------------- | --- | ---------------------- |
| Gowling 36'           |     | de Zerbi 3' Rep 8' 67' |

Bastia s-a calificat cu scorul general de 5–2.
| Lens                                             | 6 – 0 (d.p.) | Lazio |
| ------------------------------------------------ | ------------ | ----- |
| Six 45' 57' 115' Bousdira 109' Djebali 118' 119' |              |       |

Lens s-a calificat cu scorul general de 6–2.
| Dinamo Zagreb | 1–0 | Torino |
| ------------- | --- | ------ |
| Senzen 24'    |     |        |

Torino s-a calificat cu scorul general de 3–2.

## A treia rundă
| Echipa #1           | Total  | Echipa #2               | Tur           | Retur         |
| ------------------- | ------ | ----------------------- | ------------- | ------------- |
| Aston Villa F.C.    | 3–1    | Athletic Bilbao         | 2–0 (Cronică) | 1–1 (Cronică) |
| SEC Bastia          | 5–3    | Torino                  | 2–1 (Cronică) | 3–2 (Cronică) |
| FC Carl Zeiss Jena  | 4–1    | Standard Liège          | 2–0 (Cronică) | 2–1 (Cronică) |
| Eintracht Frankfurt | 6–1    | Bayern München          | 4–0 (Cronică) | 2–1 (Cronică) |
| Ipswich Town F.C.   | 3–3(p) | FC Barcelona            | 3–0 (Cronică) | 0–3 (Cronică) |
| 1. FC Magdeburg     | 4–2    | Lens                    | 4–0 (Cronică) | 0–2 (Cronică) |
| PSV Eindhoven       | 4–1    | Eintracht Braunschweig  | 2–0 (Cronică) | 2–1 (Cronică) |
| Dinamo Tbilisi      | 1–4    | Grasshopper Club Zürich | 1–0 (Cronică) | 0–4 (Cronică) |

### Tur
| SEC Bastia       | 2–1 | Torino     |
| ---------------- | --- | ---------- |
| Papi 37' Rep 63' |     | Pulici 24' |

### Retur
| Torino           | 2–3 | SEC Bastia                |
| ---------------- | --- | ------------------------- |
| Graziani 22' 47' |     | Larios 19' Krimau 50' 65' |

Bastia s-a calificat cu scorul general de 5–3.

## Sferturi
| Echipa #1           | Total  | Echipa #2               | Tur           | Retur         |
| ------------------- | ------ | ----------------------- | ------------- | ------------- |
| Aston Villa F.C.    | 3–4    | FC Barcelona            | 2–2 (Cronică) | 1–2 (Cronică) |
| SEC Bastia          | 9–6    | FC Carl Zeiss Jena      | 7–2 (Cronică) | 2–4 (Cronică) |
| 1. FC Magdeburg     | 3–4    | PSV Eindhoven           | 1–0 (Cronică) | 2–4 (Cronică) |
| Eintracht Frankfurt | 3–3(a) | Grasshopper Club Zürich | 3–2 (Cronică) | 0–1 (Cronică) |

| SEC Bastia                                                              | 7–2 | FC Carl Zeiss Jena |
| ----------------------------------------------------------------------- | --- | ------------------ |
| Larios 3' Papi 41' Mariot 57' Félix 70' 78' Cazes 80' Franceschetti 87' |     | Raab 61' 73'       |

### Retur
| FC Carl Zeiss Jena                                 | 4–2 | SEC Bastia          |
| -------------------------------------------------- | --- | ------------------- |
| Raab 20' Lindemann 33' Vogel 52' Töpfer 68' (pen.) |     | Papi 26' Krimau 64' |

Bastia s-a calificat cu scorul general de 9–6.

## Semifinale
| Echipa #1               | Total  | Echipa #2    | Tur           | Retur         |
| ----------------------- | ------ | ------------ | ------------- | ------------- |
| Grasshopper Club Zürich | 3–3(a) | SEC Bastia   | 3–2 (Cronică) | 0–1 (Cronică) |
| PSV Eindhoven           | 4–3    | FC Barcelona | 3–0 (Cronică) | 1–3 (Cronică) |

### Tur
| Grasshopper Club Zürich             | 3–2     | SEC Bastia          |
| ----------------------------------- | ------- | ------------------- |
| Hermann 22' Ponte 31' Montandon 54' | Cronică | Krimau 18' Papi 37' |

### Retur
| SEC Bastia | 1–0     | Grasshopper Club Zürich |
| ---------- | ------- | ----------------------- |
| Papi 67'   | Cronică |                         |

Bastia s-a calificat cu scorul general de 3–3 grație golului marcat în deplasare.

## Finala

### Tur
| SEC Bastia | 0–0     | PSV Eindhoven |
| ---------- | ------- | ------------- |
|            | Cronică |               |

### Retur
| PSV Eindhoven                                          | 3–0     | SEC Bastia |
| ------------------------------------------------------ | ------- | ---------- |
| W. van de Kerkhof 24' Deijkers 67' van der Kuijlen 69' | Cronică |            |

PSV Eindhoven a câștigat cu scorul general de 3–0